# Железный поток (группа)
Железный Поток — советская и российская метал-группа.

## История группы
Собрана 30 июня 1988 года лидером и вокалистом Дмитрием Куликовым при поддержке матери Дмитрия — Лидии Васильевны, в будущем более известной под прозвищем «Металлическая Мама».
Официально датой рождения группы считается 30 июня 1988 года — день, когда команда впервые выступила на отборочном музыкальном смотре для ежегодного Фестиваля надежд рок-лаборатории. В первый состав команды вошли вокалист Дмитрий Куликов, гитарист Роман Девяткин, басист Павел Баканов и барабанщик Алексей Быков. Чуть позже к коллективу присоединился второй гитарист Вадим Травин. Группа записывает дебютное демо «Черная сила», после чего из неё уходит Девяткин и группа вновь превращается в квартет. В 1990 году группа становится одной из составных частей «Корпорации тяжелого рока», основанной Сергеем Троицким, и принимает участие в основных событиях, устраиваемых этой организацией.
В 1991 году был записан первый полноценный альбом «Знамение», год спустя изданный на пластинке. По прошествии некоторого времени Вадим Травин уходит гитаристом в группу «Crownear», однако через месяц возвращается. Тем временем, отношения в коллективе обостряются, и в 1992 году происходит раскол группы — Быков, Травин и Баканов уходят, образовав через некоторое время группу Blitzkrieg. В репертуар новообразованного коллектива вошли песни с альбома «Знамение» (автором музыки к которым являлся В. Травин), а также несколько новых вещей (из них известны 2: «Fucking Dance» и «A Taste of Truth»).
Дмитрий Куликов набирает новый состав «Железного Потока»: гитаристы Николай Андросов и Алексей Карпов, бас-гитарист Сергей Охрименко и барабанщик Алексей Никитин. Группа подписывает контракт с «Moroz Records» и в 1993 году выпускает 2-ю по счету пластинку — «Бесконечная Боль».
Период с 1993 по 1995 год группа провела в активной концертной деятельности, выступая (в том числе и на «Железных Маршах») со многими известными тяжелыми отечественными командами, такими как «Мафия», «Crownear», «Д.И.В.», «Hellraiser», «Коррозия Металла». В частности, в 1993 году «Железный Поток» разогревал Kreator на фестивале «Железный Марш VII». Также на фестивале выступали «North Syndrome», «Death Vomit», «Д. И. В.», и, конечно же, организаторы данного мероприятия — «Коррозия Металла».
В 1995 году был записан и выпущен на кассетах альбом «Зовущая Вечность», в котором явственно прослеживалось тяготение музыкантов к technical thrash-metal. К записи был также привлечен саксофонист Стас Бирюков, что является довольно необычным ходом для такого стиля, как трэш-метал. Саксофон также использовался в концертных выступлениях группы (в том числе, на фестивале «Железный Марш VIII» в Зелёном Театре).
В 1996 году группа прекратила своё существование. Основатель и вокалист Дмитрий Куликов занялся своим новым сольным проектом — группой «Ночная Жара».
В 2001 году умерла Лидия Васильевна Куликова — «Металлическая Мама», бессменный продюсер Железного Потока. А затем в конце 2002 года трагически погиб её сын Дмитрий Куликов — вокалист и основатель группы.
В 2007 году бывшими участниками группы — бас-гитаристом Павлом Бакановым и барабанщиком Алексеем Быковым (играющим в настоящее время в группе «Монгол Шуудан») — была предпринята попытка возродить группу. Были найдены 2 гитариста, но проблему с вокалистом решить так и не удалось. По этой причине проект так и не был реализован.
В 2011 году участники 2-го состава группы - бас-гитарист Сергей Охрименко и барабанщик Алексей Никитин - основали проект «TeBraGo” в рамках которого периодически давали концерты в московских клубах. Музыкально проект представлял собой психоделический инди-рок с вкраплениями авангардной музыки. Примерно с 2015 года проект заморожен.
В 2014 году в истории Железного Потока произошла очередная трагедия: в ночь с 4 на 5 мая скончался один из основателей группы — Павел Баканов.
В 2015 году группа объявила о возрождении. Кроме музыкантов из старого состава Алексея Карпова и Сергея Охрименко, команду пополнили ударник Алексей Маторин и гитарист Владимир Блеснов.

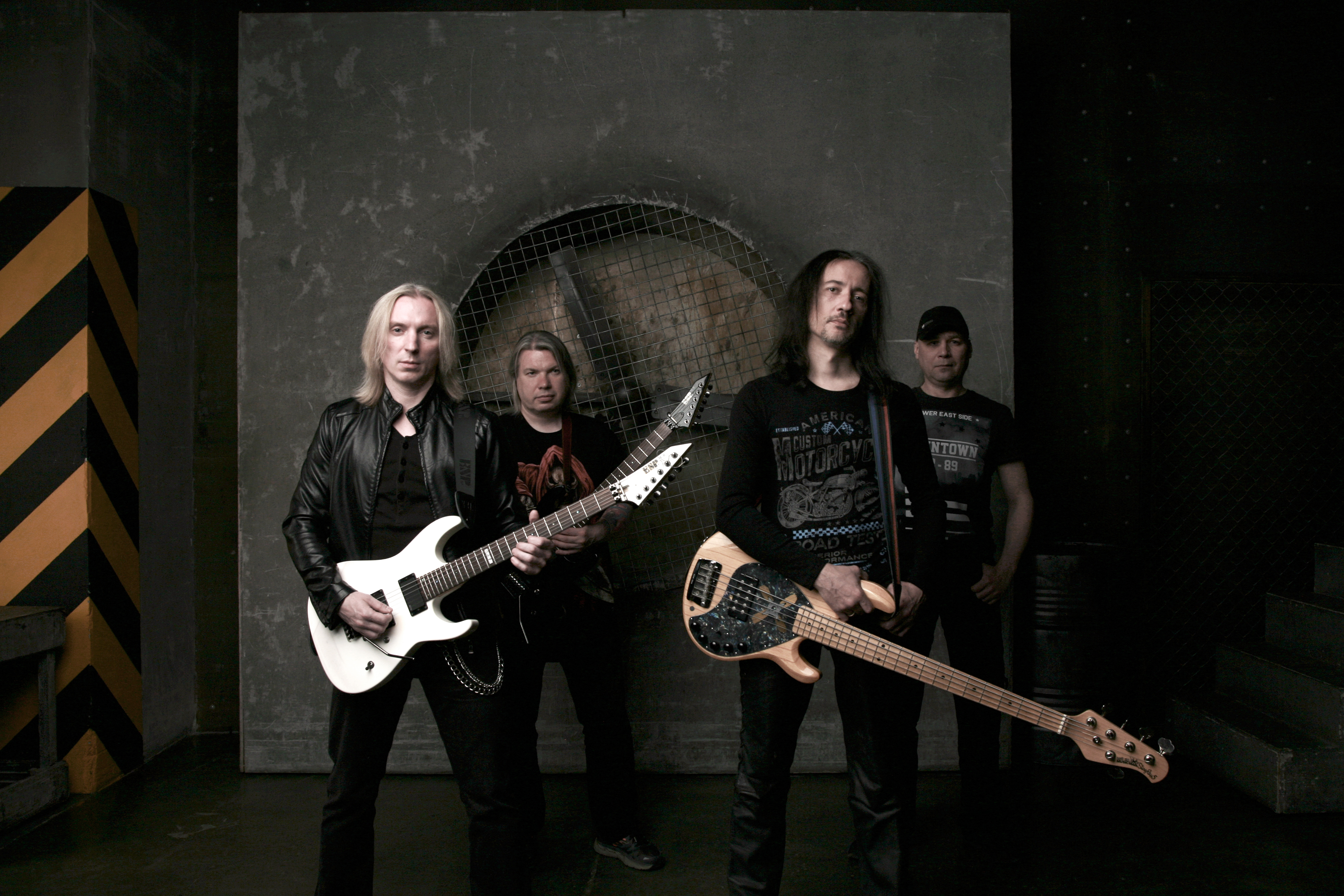
Железный поток 2016.
Фотосессия к альбому «Перезагрузка». Слева направо: Алексей Карпов, Владимир Блеснов, Сергей Охрименко, Алексей Маторин.

20 июля 2016 года усилиями лейбла «Metal Race» дебютный альбом «Черная Сила» был издан на CD. Также, в приложение к диску, были выпущены футболки и плакаты с автографами музыкантов: Вадима Травина (гитара), Романа Девяткина (гитара) и Алексея Быкова (барабаны).
1 октября 2016 на лейбле Metal Race состоялся релиз альбома «Перезагрузка».
В начале 2017 года группу покинул ударник Алексей Маторин. Он вернулся в группу ЛИР, в которой играл до присоединения к возрожденному Железному Потоку. Новым барабанщиком стал друг и бывший коллега Сергея Охрименко по группе «Барса» — Денис Шурыгин.
В конце 2018 года, в результате разногласий, группу покидает ударник Денис Шурыгин. На его место приглашается Василий Казуров - коллега Владимира Блеснова по группе Succubus.
В феврале 2020 года команду покинули гитарист Владимир Блеснов и барабанщик Василий Казуров, возродив, при этом, свою старую группу - Succubus. На место ударника был вновь приглашён Денис Шурыгин. 
На сегодняшний день группа существует в составе трио, и готовит материал для нового альбома.
По состоянию на 2022 год группа по прежнему не даёт концертов и занята подготовкой нового альбома и поисками постоянного гитариста.
Владимир Блеснов в период с 2020 по 2021 год играл на гитаре в возрождённой им группе “Succubus”. Был набран состав, из старых участников, помимо Владимира, в группу вернулись барабанщик Василий Казуров и вокалист Эдуард «Эдди Эрикссон» Крылов. Также в состав вошли Анна Чечерина (гитара) и Антон Ружников (бас-гитара). 
После года репетиций группа распалась, так не дав ни одного концерта.
По состоянию на 2022 год Владимир Блеснов играет в группе «Мафия».

## Стиль
Основной жанр группы — трэш-метал. «Галоповые» гитарные риффы, высокий пронзительный вокал, продолжительные гитарные соло. Группа начинала играть, вдохновляясь, в первую очередь, творчеством Metallica и Slayer. Впоследствии в музыке появились также отсылки к Voivod.
Тематика текстов «Железного Потока» близка к традиционной для хеви-метал. Автором практически всех текстов был, до своей смерти, бессменный лидер группы Дмитрий «Асмодей» Куликов. Среди постоянных тем присутствовали темные стороны сознания, ужасы и всевозможная мистика. После возрождения группы основным автором текстов становится Сергей Охрименко.

## Состав

### Текущий состав
- Сергей Охрименко — бас,вокал (1991 — наши дни),также — TeBRaGo, х-Футбол Сергея Рыженко, х-Барса
- Алексей Карпов — гитара (1991 — наши дни)
- Денис Шурыгин — ударные (2017-2018; 2020 — наши дни),х-Барса

### Бывшие участники
- Дмитрий Куликов — вокал (1988—1996) (умер 12.11.2002.)
- Роман Девяткин — гитара (1988—1990)
- Павел Баканов — басист (1988—1991) (умер 5.05.2014)
- Алексей Быков — ударные (1988—1991)
- Вадим Травин — гитара (1988—январь 1991)
- Николай Андросов — гитара (1991—январь 1996)
- Алексей Никитин — барабанщик (1991—январь 1996; в н.в. совместно с Сергеем Охрименко — группа TeBRaGo)
- Алексей Маторин — ударные (2015—2017)
- Денис Шурыгин — ударные (ex-Барса) (2017—2018)
- Владимир Блеснов — гитара (ex-Succubus, в н.в. — Мафия) (2014-2020)

## Дискография
- 1988 — Чёрная Сила (MC)
- 1991 — Знамение (LP, MC)
- 1993 — Бесконечная Боль (LP, MC)
- 1995 — Зовущая Вечность (MC)
- 2016 — Чёрная Сила (CD, remastered)
- 2016 — Перезагрузка (CD)
- 2016 — Знамение (CD, переизд., remastered)
- 2017 — Бесконечная Боль (CD, переизд., remastered)
- 2018 - Зовущая Вечность ( CD, переизд. remastered)
- 2018 - Мистик (CD)